# ریکاردو موستی
ریکاردو موستی (انگلیسی: Riccardo Musetti؛ زادهٔ ۲۴ مارس ۱۹۸۳) بازیکن فوتبال اهل ایتالیا است.
از باشگاه‌هایی که در آن بازی کرده‌است می‌توان به باشگاه فوتبال سورنتو کالچو، باشگاه فوتبال اسپتزیا، باشگاه فوتبال پارما، باشگاه فوتبال کرمونزه، و باشگاه فوتبال سمپدوریا اشاره کرد.